# استیسی رکا
استیسی رُکا (انگلیسی: Stacey Roca؛ زادهٔ ۱۲ سپتامبر ۱۹۷۸) بازیگر اهل انگلستان است. وی دانش‌آموختۀ آکادمی هنرهای نمایشی وبر داگلاس است.
از فیلم‌ها یا مجموعه‌های تلویزیونی که وی در آن‌ها نقش داشته‌است می‌توان به شکارجوی ذهن، شهر هالبی و بی‌حیا اشاره نمود.